# Camponotus cinereus
Camponotus cinereus är en myrart som beskrevs av Mayr 1876. Camponotus cinereus ingår i släktet hästmyror, och familjen myror.

## Underarter
Arten delas in i följande underarter:
- C. c. amperei
- C. c. cinereus
- C. c. notterae